# 工程計画
工程計画（こうていけいかく）とは、プロジェクトの工程を計画することで、広義には、作業手順計画と日程計画を含めた計画全般の工程管理を意味する。工程計画は製造業の工程管理やものづくりにおいて非常に重要である。

## 工程計画の目的
実行可能な計画を作って、それを守ることを前提に、プロジェクトの一連の活動（アクティビティ）を明確にし、納期遵守、総作業時間（リードタイム）を短縮、品質の確保、在庫の削減を目標に、作業手順や作業順番の検討を行う。工程計画を行うことにより、プロジェクト管理の手法であるクリティカルパス法の検出や、PERT（Program Evaluation and Review Technique）の分析を行い、問題を明らかにする。

## 製造業の工程計画
工程計画は、製造業では、製造プロセスのプロセスフローの作成検討を意味する。工程設計もほぼ同義。
日本の大手製造業では、工程計画と日程計画を分けて考えている場合も多く、その場合の工程計画は、工順、工数、必要なリソースを設定し、プロセスフローを定義するまでを表し、日程計画は、工程計画された制約の上で、リソースの負荷調整スケジューリングを行い、リソース毎の作業順序と作業日時を決定する行為を指している。
主な工程計画の内容
- 作業工程の定義
アクティビティ、タスク、ジョブと呼ばれる、プロセスを管理する最小の単位。
- 工順（Routing＝作業順序、作業手順）
作業工程間の作業の順序。先行工程と後続工程間にネットワークやコンストレイントと呼ばれる作業順番の制約を設定する。作業順番の制約には、先行工程が終了したら後続工程が開始できるFS（Finish to Start）、先行工程が開始したら、後続工程も開始できるSS(Start to Start)や、SF（Start to Finish）、FF（Finish to Finish）がある。
- 工数
作業を実行するために必要な工数。工数＝作業時間（段取時間＋作業時間）×リソース（作業者など）数。計画作業時間、目標作業時間、見積作業時間等と呼ばれる。工程計画での、工数は、計画立案が目的のため、原価計算に使用される工数とは別の場合がある。ガントチャート上のリードタイムや期間とは別である。
- リソース
作業が必要とする設備や作業者。その他に、治具や場所をリソースとする場合もある。
- 日程制約
材料、資材の入庫予定日や立会日等のマイルストーン (プロジェクト管理)など、納期と同様に、プロセス途中の予め決められた遵守すべき日程。

## 工程計画のツール
工程計画を行うためのツールとして、ダイヤグラム、ガントチャートやパートチャートエディターがある。